# Флаг Юшарского сельсовета
Флаг муниципального образования «Юша́рский сельсовет» Заполярного муниципального района Ненецкого автономного округа Российской Федерации — опознавательно-правовой знак, служащий официальным символом муниципального образования.
Флаг утверждён 30 сентября 2009 года и внесён в Государственный геральдический регистр Российской Федерации с присвоением регистрационного номера 5754.

## Описание
«Прямоугольное полотнище с отношением ширины к длине 2:3, состоящее из трёх вертикальных полос белой, голубой и белой (2:1:2) и воспроизводящее в середине изображение жёлтого чума, сопровождённого на белых частях голубой головой оленя, обращённой прямо».

## Символика
Название сельсовета Юшарский, расположенного на северо-востоке Ненецкого автономного округа, связано с сокращённым названием пролива Югорский Шар (Ю-Шар), омывающего с севера земли сельсовета. Слово «шар» — заимствованное из финно-угорских языков (saari), и означающее «пролив», появилось в русском языке на рубеже XVI—XVII веков. Коренное население этих земель югры (угры) занималось в основном разведением оленей и рыболовством. Всё это нашло отражение на флаге поселения.
Голубая часть полотнища — аллегория пролива Югорский Шар между островом Вайгач и материком Евразия.
Чум — вид жилищ северных народов. Конусообразная конструкция чумов наилучшим образом приспособлена к проживанию в условиях сильных ветров и пониженных температур.
Головы оленей — символ основного занятия местного населения — оленеводства. Северный олень, отличающийся неприхотливостью к условиям жизни, является для местного населения и транспортом, и средством пропитания, и материалом при изготовлении одежды и обуви.
Белое поле полотнища — символ снегов, мороза, бескрайних заснеженных просторов тундры.
Белый цвет (серебро) — символ чистоты, ясности, открытости, божественной мудрости, примирения.
Голубой цвет (лазурь) — символ возвышенных устремлений, искренности, преданности, возрождения.
Жёлтый цвет (золото) — символ высшей ценности, величия, великодушия, богатства.